# Antiroman

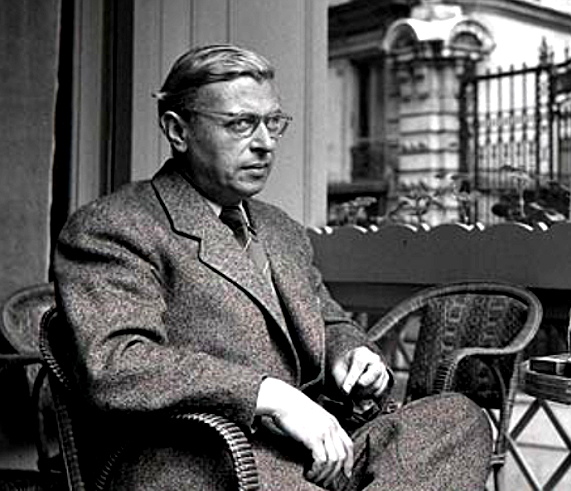
Jean-Paul Sartre est le créateur du terme « antiroman »

Le terme antiroman désigne toute forme de création de littérature expérimentale qui évite les conventions familières du roman traditionnel.

## Origine du terme
Le terme est introduit dans le discours littéraire qui suit la Seconde Guerre mondiale par le philosophe et critique Jean-Paul Sartre dans son introduction au Portrait d’un inconnu de Nathalie Sarraute paru en 1948. Cependant, le terme « anti-roman » est déjà employé par Charles Sorel en 1633 pour décrire la nature parodique de sa fiction en prose Le Berger extravagant,.

## Caractéristiques
En général, l'antiroman fragmente et déforme l'expérience de ses personnages, présente les événements en dehors de l'ordre chronologique et tente de perturber l'idée de personnages ayant des personnalités unifiées et stables.

## Histoire
Bien que le terme soit le plus souvent appliqué au « nouveau roman » français des années 1940, 1950 et 1960, des traits similaires peuvent être trouvés beaucoup plus tôt dans l'histoire littéraire. La Vie et opinions de Tristram Shandy, gentilhomme de Laurence Sterne, roman apparemment autobiographique, fait de nombreuses digressions et rejette la chronologie linéaire dès les remerciements et la relation de la naissance du personnage mentionné dans le titre. Dans la littérature française, Jacques le fataliste et son maître de Diderot constitue un bon exemple d'antiroman.
Aron Kibédi Varga suggère que tout roman commence en fait comme un antiroman, puisque les premiers romans comme Don Quichotte subvertissent leur forme, même s'ils construisent la forme du roman.

## Exemples
Parmi les romans qui relèvent de l’appellation antiroman :
- Brian Aldiss : Report on Probability A
- Giannina Braschi :Yo-Yo Boing!
- Julio Cortázar : Marelle
- Rayner Heppenstall : Connecting Door (1962)[1]
- Uwe Johnson : Conjectures sur Jacob[1]
- Vladimir Nabokov : Feu pâle
- Varlam Chalamov : Vichéra (antiroman)

## Source de la traduction
- (en) Cet article est partiellement ou en totalité issu de l’article de Wikipédia en anglais intitulé « Antinovel » (voir la liste des auteurs).